# Гаткинское сельское поселение
Гаткинское се́льское поселе́ние — муниципальное образование в Советско-Гаванском районе Хабаровского края Российской Федерации. Образовано в 2004 году. 
Административный центр и единственный населённый пункт — посёлок Гатка.

## Население
| 2010 | 2011 | 2012 | 2013 | 2014 | 2015 | 2016 |
| ---- | ---- | ---- | ---- | ---- | ---- | ---- |
| 777  | ↘770 | ↘760 | ↘738 | →738 | ↘724 | ↘705 |
| 2017 | 2018 | 2019 | 2020 | 2021 |      |      |
| ↘700 | ↘681 | ↘673 | ↘648 | ↗729 |      |      |